# Pseudicius vankeeri
Pseudicius vankeeri är en spindelart som beskrevs av Metzner 1999. Pseudicius vankeeri ingår i släktet Pseudicius och familjen hoppspindlar. Inga underarter finns listade i Catalogue of Life.